# Сатирична композиція
«Сатири́чна компози́ція» — картина  іспанського художника  Сальвадора Далі, написана у 1923 році. Зберігається у Театрі-музеї Сальвадора Далі у Фігерасі.

## Опис
Композиція, явно навіяна творчістю Матісса та майже повністю аналогічна його відомій картині «Танець». Слід відзначити певний сатиричний характер зображення персонажів у лівому нижньому куті картини, представлених у стилі народної кераміки. Тут манера Далі дещо нагадує примітивну східнослов'янську іконографію, особливо яскраво представлену в творчості Марка Шагала. У цій роботі іронія і сатира виступають як творчі прийоми, надаючи подвійне значення одному з музичних інструментів.